# Alberto Pigaiani
Alberto Pigaiani (ur. 15 lipca 1928 w Mediolanie, zm. 15 czerwca 2003 tamże) – włoski sztangista.
Na Igrzyskach Olimpijskich w Melbourne w 1956 zdobył brązowy medal w wadze ciężkiej. Ma w swoim dorobku także brązowy medal mistrzostw świata (Teheran 1957). Do jego osiągnięć należy również trzy medale mistrzostw Europy: dwa srebrne (1956, 1958) i brązowy (1960).